# Arenas Verdes
Arenas Verdes es una localidad del partido de Lobería, al sur de la provincia de Buenos Aires, Argentina.
Cuenta con un destacamento policial que depende de la Policía Comunal de Lobería con asiento permanente  en la ciudad del mismo nombre; este destacamento se encarga de la seguridad de la población permanente del balneario y las propiedades que solo son habitadas durante el verano, como así también de la zona rural circundante, camino de acceso y la ruta provincial 88 que une Necochea-Quequén con Mar del Plata, pudiendo realizarse en este destacamento trámites básicos que son función de la policía.

## Historia
El 28 de diciembre de 1953 se considera como la fecha fundacional de Arenas Verdes; coincide con el día en que se aprueba el plano de geodesia número 61-56-53, a través del cual se autoriza el loteo de la parcela 731, propiedad del Sr. Meyer Kupfershmidt, hecho que da origen al poblado con el nombre de 'Mar del Oro', luego denominado popularmente Arenas Verdes.

## Población
Cuenta con 12 habitantes (Indec, 2010), lo que representa un descenso del 40% frente a los 20 habitantes (Indec, 2001) del censo anterior.
| Gráfica de evolución demográfica de Arenas Verdes entre 1991 y 2010                       |
|                                                                                           |
| Fuente: Censos nacionales del INDEC. En el censo de 1991 se la consideró población rural. |